# Badamia
Genre
Le genre Badamia regroupe des lépidoptères (papillons) de la famille des Hesperiidae et de la sous-famille des Coeliadinae.

## Dénomination
Ils ont été nommés Badamia par Frederic Moore en 1881.

## Liste des espèces
- Badamia atrox (Butler, 1877)
  - Badamia atrox atrox à Lifou en Nouvelle-Calédonie.
  - Badamia atrox subflava Waterhouse, 1920; aux Fidji.
- Badamia exclamationis (Fabricius, 1775) du sud-est de l'Asie à l'Australie.

### Source
- (en) funet